# Безенцоне
Безенцоне (итал. Besenzone) је насеље у Италији у округу Пјаченца, региону Емилија-Ромања.
Према процени из 2011. у насељу је живело 325 становника. Насеље се налази на надморској висини од 52 м.

## Становништво
| 1931. | 1936. | 1951. | 1961. | 1971. | 1981. | 1991. | 2001. | 2011. |
| ----- | ----- | ----- | ----- | ----- | ----- | ----- | ----- | ----- |
| 2.536 | 2.443 | 2.283 | 1.894 | 1.562 | 1.235 | 1.047 | 953   | 976   |